# Phoeniculus damarensis
Phoeniculus damarensis là một loài chim trong họ Phoeniculidae.